# Thirumazhisai
Thirumazhisai è una suddivisione dell'India, classificata come town panchayat, di 16.286 abitanti, situata nel distretto di Tiruvallur, nello stato federato del Tamil Nadu. In base al numero di abitanti la città rientra nella classe IV (da 10.000 a 19.999 persone).

## Geografia fisica
La città è situata a 13° 03' 28 N e 80° 03' 56 E.

## Società

### Evoluzione demografica
Al censimento del 2001 la popolazione di Thirumazhisai assommava a 16.286 persone, delle quali 8.263 maschi e 8.023 femmine. I bambini di età inferiore o uguale ai sei anni assommavano a 1.970, dei quali 1.063 maschi e 907 femmine. Infine, coloro che erano in grado di saper almeno leggere e scrivere erano 10.425, dei quali 5.886 maschi e 4.539 femmine.